# Cabires
Dans la mythologie grecque, les Cabires (en grec ancien Κάβειροι / Kábeiroi, de Kabirim, « dieux puissants », ou de Khaberim, « dieux associés ») sont des divinités mineures objets d'un culte à mystères dans plusieurs endroits de la Grèce, et surtout dans les îles de Samothrace, de Lemnos et d'Imbros. Ces divinités mal connues des Grecs eux-mêmes, survivance d'un passé égéen ayant subi des influences phéniciennes, devinrent protectrices de la navigation.
Divinités chthoniennes, elles furent importées en Grèce par les Phéniciens, mais se modifièrent en se confondant avec les divinités du culte pélasgique. Primitivement, les dieux Cabires formaient une tétrade dont les noms étaient : Axiéros, Axiocersos, Axiocersa et Cadmillos ou Casmillos. Plus tard, ils furent adoptés par la mythologie romaine : Vulcain, Mars, Vénus, Amour ou Harmonie ; leurs noms furent traduits en ceux de Cérès, Pluton, Proserpine, ou Mercure. Souvent, on a confondu les Cabires avec les Courètes, les Corybantes, les Dactyles et les Dioscures.

## Les Mystères des Cabires

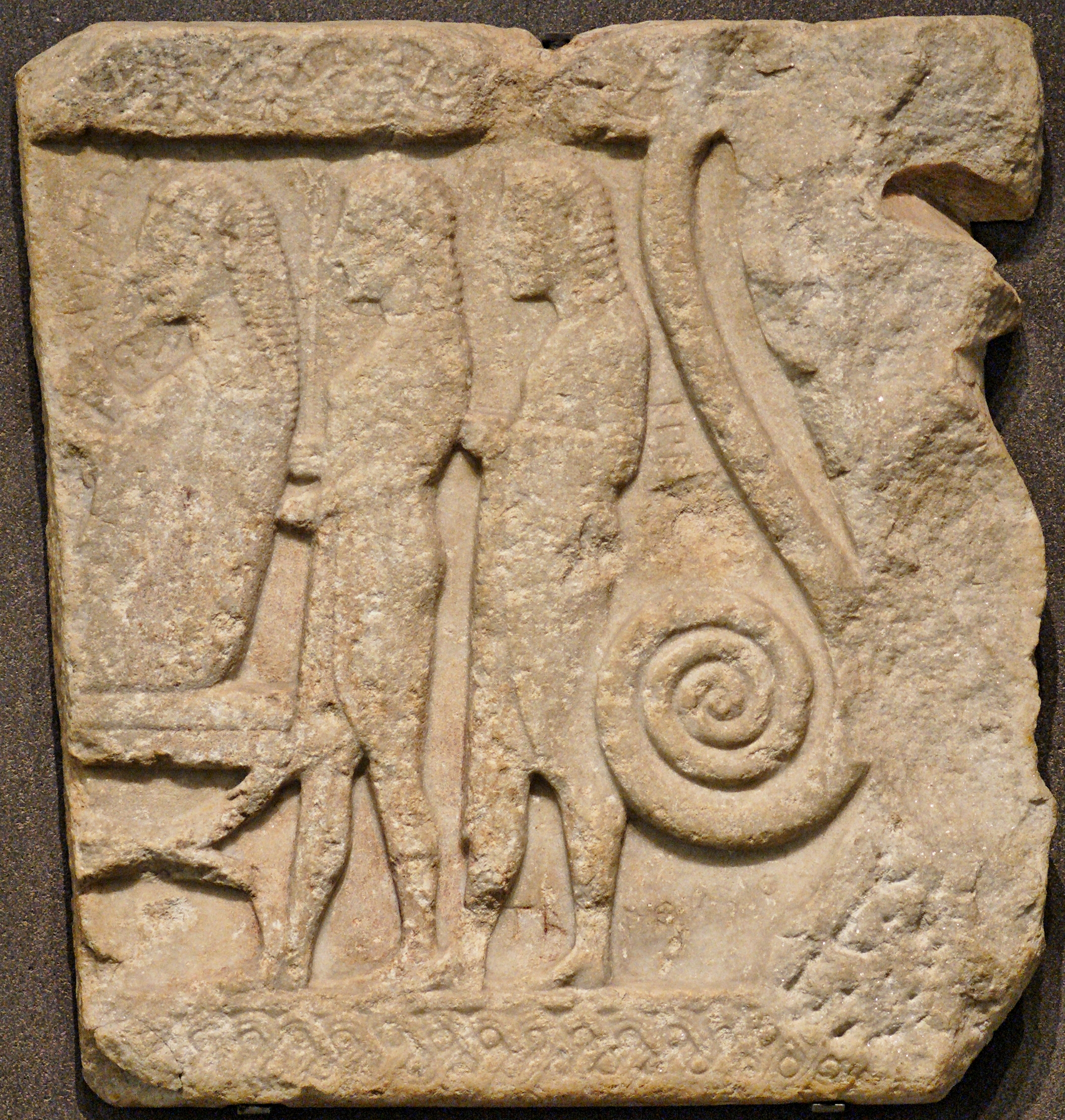
Bas-relief en marbre trouvé à Samothrace, v. 560 av. J.-C., Musée du Louvre, représentant peut-être Agamemnon se faisant initier au culte des Cabires.

On ne peut rien affirmer de certain sur des divinités dont il n'était pas même permis de prononcer le nom, ni sur un culte qui contenait une part occulte, même pour la plupart de ses initiés.
L'initiation était devenue une coutume traditionnelle chez les marins dans l'Antiquité, en Grèce et puis à Rome où Énée, selon la tradition, fit connaître les Cabires à l'Italie, où des fêtes furent instituées en leur honneur. Être initié aux mystères des Cabires, cérémonie que la tradition fait remonter à Orphée, préservait des dangers sur mer ; les Cabires remontent aux mystères orphiques, à l'époque d'Orphée. Le grand prêtre du culte cabirique, appelé Eues, recevait la confession de ceux qui se faisaient initier. La dernière cérémonie de l'initiation, qui ouvrait à l'initié l'accès des mystères, s'appelait thronisme : l'initié, après avoir subi les plus terribles épreuves, était assis sur un trône éclatant de lumière, le front couvert d'un voile, couronné d'un rameau d'olivier et ceint d'une écharpe, tandis que tous les prêtres et les mystes, se tenant par la main, exécutaient autour de lui des danses symboliques.
Certains prétendent que les cabires sont des demi-dieux fils d'Héphaïstos et de la nymphe Cabeiro qui ont accompagné Dionysos\Bacchus en Inde .

## Autres acceptions
Selon Pierre Dubois, les Cabires sont des nains intermédiaires entre les esprits de la terre et du feu.
Selon Villiers de L'Isle-Adam, ils sont dieux du feu. Ils auraient inventé l'art de forger les métaux. Il écrit : "Edison eut un rire de Cabire dans les forges d'Eleusis" dans son roman l'Ève future (Liv. II, chap IV), confirmé par la note de PG. Castex, éditions bibliothèque la Pléiade, Gallimard.

## Acception psychologique
Pour Carl Gustav Jung, les cabires sont identiques au concept hindou des samsara, et incarnent des forces créatrices inconscientes.

### Sources
- Diodore de Sicile, Bibliothèque historique [détail des éditions] [lire en ligne], IV, 43, 1.

Cet article comprend des extraits du Dictionnaire Bouillet. Il est possible de supprimer cette indication, si le texte reflète le savoir actuel sur ce thème, si les sources sont citées, s'il satisfait aux exigences linguistiques actuelles et s'il ne contient pas de propos qui vont à l'encontre des règles de neutralité de Wikipédia.